# Territoire du Fezzan
1943–1951
Entités précédentes :
- Libye italienne

Entités suivantes :
- Royaume-Uni de Libye

Le territoire du Fezzan ou territoire du Fezzan - Ghadamès est une portion de l'actuelle Libye administrée par la France entre le 11 avril 1943 et le 24 décembre 1951.

## Conquête du Fezzan italien par la colonne Leclerc

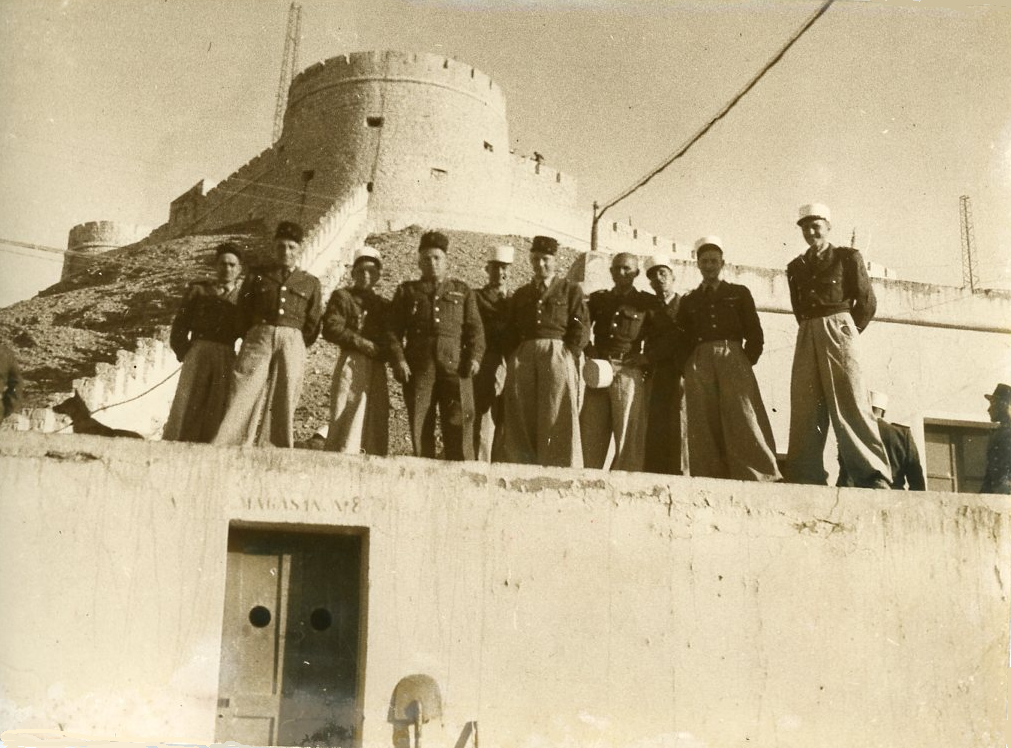
Troupes de la colonne Leclerc à fort Sebha en janvier 1943.

Durant la Seconde Guerre mondiale, la colonne Leclerc partie d'Afrique-Équatoriale française (AEF) remonte vers le nord avec pour objectif de renforcer le camp allié sur le théâtre nord-africain de la guerre. Les Forces françaises libres (FFL) atteignent Koufra en territoire libyen, lequel fait alors partie de l'empire colonial italien, qu'ils prennent à la suite de la bataille de Koufra (janvier-mars 1941). S'ensuit une première campagne dans le Fezzan (février-mars 1942) visant à affaiblir les Italiens tout en ménageant les moyens des forces françaises. Entre septembre 1942 et janvier 1943, une seconde campagne porte un coup décisif aux Italiens. De Gaulle insiste auprès de Leclerc sur l'importance de ne pas laisser cette région saharienne aux Britanniques en raison de sa situation stratégique, il précise que : « Le Fezzan doit être la part de la France dans la bataille d'Afrique ». Les prises de Sebha, la capitale régionale, le 12 janvier et de Mourzouk le jour suivant marquent l'achèvement de la conquête du Fezzan. Le colonel Raymond Delange est nommé gouverneur du territoire et s'installe à Sebha rebaptisée Fort Leclerc.

## Création du territoire du Fezzan
Un accord signé en janvier 1942, à Tripoli, entre les autorités britanniques et les Forces françaises légalise au profit des Français l'administration de leur conquête tandis qu'une administration militaire britannique est établie sur les provinces de Cyrénaïque et de Tripolitaine. Le 11 avril 1943, le territoire du Fezzan - Ghadamès est créé.
La France calque l'administration du territoire sur celle du Sahara algérien, tentant d'intégrer le Fezzan administrativement et financièrement à l'Algérie. Dès août 1943, le Comité français de la Libération nationale (CFLN) demande l'annexion du Fezzan. Le pouvoir français voit dans cette région un lien de communication essentiel entre ses domaines coloniaux nord-africains et subsahariens. L'activité politique est réprimée dans le territoire. Le traité de paix avec l’Italie du 10 février 1947 précise que les Quatre Grands (États-Unis, France, Royaume-Uni et Union soviétique) détermineront d'un commun accord le sort de cette partie de la Libye dans un délai d'un an après l'entrée en vigueur du traité
Entre-temps, les Français s'appuient sur place sur la tribu des Ouled Soliman ayant fui au Tchad durant la domination italienne et qui reviennent dans le Fezzan à la faveur du changement de souveraineté. Leur chef, Ahmed Bey Seif en Naceur, est nommé dès 1943 moutassarif (gouverneur) du territoire sous le contrôle d'un gouverneur militaire français. Début 1948, Ghadamès est rattaché administrativement à la Tunisie, il en va de même pour Ghat, rattaché à l'administration militaire du Sahara algérien. Ces modifications administratives alimentent la crainte dans les milieux nationalistes libyens d'une volonté de la France de démembrer le territoire libyen.
À l'initiative des Britanniques épaulés par les Américains, les Nations unies se prononcent par un vote pour l'unification des provinces libyennes au sein d'un royaume indépendant. Ce choix se heurte à la volonté des autorités françaises qui souhaitent prolonger de dix ans leur tutelle. Pour préparer la transition, la France accorde une autonomie au Fezzan ; Ahmed Bey Seif est désigné comme chef de la province par une assemblée locale en février 1950 et le gouverneur prend le titre de résident, tandis que les officiers deviennent des « conseillers ». Le 1er janvier 1952, l'administration française quitte officiellement le Fezzan.

## Fondation du royaume de Libye et départ des Français
Le 24 décembre 1951, la Libye gagne son indépendance. La France garde 400 militaires sur place, répartis entre Sebha, Ghat et Ghadamès, avec l'espoir de pouvoir parvenir à un accord avec le royaume libyen pour pérenniser leur présence par un traité. Les autorités françaises craignent que les nationalistes algériens et tunisiens n'utilisent le territoire libyen comme un sanctuaire. Cependant, dans le contexte du début de la guerre d'Algérie, le gouvernement libyen exige le 13 novembre 1954 le départ des troupes.  Les négociations entamées sous le gouvernement Pierre Mendès France aboutissent à la signature d'un traité d'amitié entre les deux pays. Le départ des dernières troupes est fixé pour fin 1956. La France garde seulement trois aérodromes sur place, ce qui facilite la communication entre le Tchad et l'Afrique française du Nord (AFN).